# Trans Tanjungan
Trans Tanjungan is een bestuurslaag in het regentschap Lampung Selatan van de provincie Lampung, Indonesië. Trans Tanjungan telt 4686 inwoners (volkstelling 2010).